# Пьер I де Монморанси-Фоссё
Пьер I де Монморанси (фр. Pierre I de Montmorency; ум. 1578), барон де Фоссё, 1-й де маркиз де Тюри — французский придворный.

## Происхождение
Сын барона Клода де Монморанси-Фоссё и Анн д’Омон. Граф де Шатовилен (по праву жены), барон де Фоссё, шателен де Байе-сюр-Эш и де Куртален, и пр.

## Биография
Участвовал в Итальянских войнах Генриха II, отличился при обороне Меца и в кампании 1554 года. Исполнял при этом короле должность хлебодара.
Актом, подписанным в Парижском превотстве 1 октября 1559 разделил наследство родителей с братьями Франсуа, Шарлем, Жоржем и Клодом.
Карл IX пожаловал ему орден Святого Михаила, командование ордонансовой ротой из 50 человек, и назначил дворянином Палаты короля.
После казни испанцами последних представителей старшей линии рода Монморанси — графа Филиппа ван Горна и его брата Флориса, и смерти их малолетних детей, Пьер де Фоссё в 1570 году стал главой дома де Монморанси, и отказался от эмблем с бризурами, приняв изначальный герб своего дома и поместив на перекрестье серебряную шестилучевую звезду.
Женившись на Жаклин д’Авогур, унаследовавшей от родственников крупные земельные владения, стал могущественным сеньором, но при этом продолжал нуждаться в средствах, и по контракту, подписанному 24 июля 1577 в Аррасе, продал баронию де Фоссё в Артуа своему родственнику Жану де Аннену, сеньору де Кийеру, за 56 тыс. каролинских флоринов. Чтобы сохранить титул барона, который носили три поколения его предков, присвоил шателении Байе-сюр-Эш титул баронии Фоссё.
Генрих III вознаградил Пьера де Монморанси за его заслуги и доблесть, пожаловав в сентябре 1578 титул маркиза де Тюри.

## Семья
Жена (24.01.1553): Жаклин д’Авогур, дама де Куртален, Буарюффен, Лоресс, графиня части Шатовилена, дочь Жака д’Авогура, сеньора де Курталена, и Катрин да Ла Бом-Монревель
Дети:
- Анн де Монморанси-Фоссё (ум. 3.06.1592), маркиз де Тюри. Жена (4.02.1577): Мари де Бон (ум. 1611), дочь Жана де Бона, сеньора де Ла Тур д’Аржи и Лонгвиля, и Жанны де Мюзо
- Ги, ум. юным
- Пьер I де Лоресс (ум. 28.03.1610), сеньор де Лоресс и де Вер. Жена 1) (1584): Луиза де Лаваль, дама де Ла Фань, дочь Луи де Монморанси-Лаваля, сеньора де Ла Фаня, и Альенор де Кастий; 2) (1601): Сюзанн де Рьё, дочь Рене де Рьё, маркиза д’Ассерака. Основатель линии баронов де Лоресс
- Клод, ум. юным
- Франсуа де Монморанси-Фоссё Старший, барон де Фоссё. Был холост
- Франсуа де Монморанси-Фоссё Юный (ум. 1624), сеньор де Лардьер, де Менийе и де Кревкёр. Жена: Шарлотта де Гарж (ум. 1631), дама д’Иевр-Ле-Шатель, вдова Пепена де Бонуврие, сеньора де Отёя
- Луиза де Монморанси-Фоссё. Муж (1578): Луи (Пьер) де Валле, сеньор де Пешере (ум. 1591)
- Жанна де Монморанси-Фоссё (ум. 1601), дама де Буарюффен. Муж (1593): Жан-Антуан де Бозонкль, сеньор де Бургерен
- Диана де Монморанси-Фоссё. Муж 1): Луи де Франкето, сеньор д’Оссе; 2) (26.06.1608): Изаак де Пиенн, сеньор де Бриквиль-Куломбьер
- Антуанетта де Монморанси-Фоссё. Муж (1589): Мишель дю Гас, сеньор де Монгожье
- Франсуаза де Монморанси-Фоссё (1566—1641), известная как «Прекрасная Фоссёза», фаворитка короля Генриха Наваррского. Муж (11.03.1596): Франсуа де Брок, сеньор де Сен-Мар

Внебрачная дочь:
- Жанна, бастард де Фоссё. Муж (1578): Пьер д’Эрн, сеньор де Ла Рош